# دان مورغان
دان مورغان (بالإنجليزية: Dan Morgan)‏ هو لاعب كرة قدم أمريكية أمريكي، ولد في 19 ديسمبر 1978 في كليفتون هايهتس في الولايات المتحدة.

## وصلات خارجية
- دان مورغان على موقع مرجع كرة القدم المحترفة.كوم (الإنجليزية)